# Список медиа серии Kirby
Kirby — серия видеоигр, разрабатываемых HAL Laboratory и издаваемых Nintendo. Игры серии выходят исключительно на консолях Nintendo. Дебют серии состоялся с выпуском Kirby's Dream Land, известной в Японии как Hoshi no Kābī (яп. 星のカービィ Хоси но Ка:би:, «Звезда Кирби»), которая была выпущена в Японии 27 апреля 1992 года, а в Европе и Северной Америке в августе того же года.
Главным героем серии является персонаж по имени Кирби — житель планеты Поп Звезда. Главным элементом игрового процесса является способность Кирби копировать навыки противника, помогающие ему в продвижении по локациям. Это, а также другие элементы игрового процесса выделяют серию на фоне других платформеров. В настоящее время серия насчитывает свыше двадцати игр, основанное на серии 100-серийное аниме Kirby: Right Back at Ya!, выпущенное первоначально в Японии и позднее дублированное телеканалом 4Kids TV в Северной Америке. Специальный 101-й эпизод был создан для теперь уже закрытой службы Nintendo Video и был выполнен в 3D . Серия Kirby входит в число самых продаваемых видеоигр с более чем 20 миллионами игр, проданных по всему миру. Франшиза была задумана Масахиро Сакураи как игровая серия для новичков, эту идею он описывает как одну из причин успеха серии.

## Видеоигры

### Спин-оффы
- Kirby Battle Royale [Note 1] - выпущена в 2017 на Nintendo 3DS.
- Kirby Fighters Deluxe - выпущена в 2014 году для магазина Nintendo eShop для Nintendo 3DS. Это более полная версия мини-игры Kirby Fighters из Kirby: Triple Deluxe.
- Dedede's Drum Dash Deluxe - выпущена в 2014 году для магазина Nintendo eShop для Nintendo 3DS. Это более полная версия мини-игры Dedede's Drum Dash из Kirby: Triple Deluxe.
- Team Kirby Clash Deluxe - выпущена в 2017 году для магазина Nintendo eShop для Nintendo 3DS. Это free-to-play игра. Это более полная версия мини-игры Team Kirby Clash из игры Kirby: Planet Robobot.
- Kirby's Blowout Blast - выпущена в 2017 году для магазина Nintendo eShop для Nintendo 3DS. Это более полная версия мини-игры Kirby 3D Rumble из игры Kirby: Planet Robobot.
- Super Kirby Clash - free-to-play игра, выпущенная на Nintendo Switch в 2019 году. Игра похожа на Team Kirby Clash Deluxe, но имеет другой сюжет, других боссов и множество других заметных изменений.
- Kirby Fighters 2 - выпущена в 2020 году на Nintendo Switch. Это продолжение Kirby Fighters Deluxe, но с новыми играбельными персонажами, новыми этапами и новыми режимами испытаний.

### Отменённые игры
- Kid Kirby[Note 2] - Super Nintendo Entertainment System - Отменена
- Kirby GCN[Note 3] - GameCube - Отменена

## Заметки
1. ↑  Известная в Японии как Kirby Battle Deluxe! (яп. 星のカービィ スターアライズ Ка:би: Батору: Дэраккусу!, рус. «Битва Кирби Делюкс!»)
2. ↑  Известная в Японии как Kirby Family (яп. カービィファミリー Ка:би Фамири, рус. «Семья Кирби»)
3. ↑  Известная в Японии как 'Kirby of the Stars GC (яп. 星のカービィ GC Хоси но Ка:би GC, рус. «Звезда Кирби GC»)